# U-23-Fußball-Asienmeisterschaft 2016
Die zweite U-23-Fußball-Asienmeisterschaft (offiziell: 2016 AFC U-23 Championship) wurde vom 12. bis zum 30. Januar 2016 in Katar ausgetragen. Es traten 16 Mannschaften zunächst in der Gruppenphase in vier Gruppen und danach im K.-o.-System gegeneinander an. Titelverteidiger war der Irak, der Dritter wurde.
Das Turnier diente als asiatische Qualifikation für das Fußballturnier der Olympischen Sommerspiele 2016 in Brasilien. Die besten drei Mannschaften qualifizierten sich dafür. Japan gewann das Turnier durch einen 3:2-Sieg im Finale gegen Südkorea. Im Spiel um den dritten Platz konnte sich Titelverteidiger Irak mit einem 2:1-Sieg nach Verlängerung gegen Gastgeber Katar durchsetzen. Torschützenkönig wurde der aus Katar stammende Ahmed Alaaeldin, der sechs Tore erzielte. Zum besten Spieler des Turniers wurde der Japaner Shōya Nakajima ernannt.

## Teilnehmer

### Qualifikation
Von 47 Mitgliedsverbänden der AFC meldeten sich 44 zur Teilnahme an. Die Auslosung der Gruppen fand am 4. Dezember 2014 in Kuala Lumpur statt. Die Mannschaften wurden dabei nach ihrer geographischen Lage in die Westregion, bestehend aus West-, Zentral- und Südasien, und die Ostregion, bestehend aus Südost- und Ostasien, verteilt. Die Westregion setzte sich aus drei Gruppen mit jeweils fünf Mannschaften und zwei Gruppen mit je vier Mannschaften und die Ostregion aus fünf Gruppen mit jeweils vier Mannschaften zusammen.
Die Spiele wurden vom 23. bis zum 31. März als Miniturniere ausgetragen, bei denen je einer der Teilnehmer als Gastgeber einer Gruppe fungierte. Die Gruppe B musste jedoch aufgrund von Bombenanschlägen und ziviler Unruhe in der vorgesehenen Stadt verschoben werden. Sie fand schließlich vom 16. bis zum 24. Mai 2015 auf neutralem Boden statt. Jede Mannschaft spielte einmal gegen jede andere ihrer Gruppe. Die zehn Gruppensieger und die fünf besten Zweitplatzierten qualifizierten sich für die Endrunde.
Von den Teilnehmern der ersten Austragung 2014 konnten sich mit Australien, China, dem Iran, dem Irak, Japan, Jordanien, Nordkorea, Saudi-Arabien, Südkorea, Syrien, den Vereinigten Arabischen Emiraten, Usbekistan und dem Jemen insgesamt 13 Mannschaften erneut qualifizieren. Für Gastgeber Katar, Thailand und Vietnam ist es die erste Teilnahme. Auf der anderen Seite überstanden mit Kuwait, Myanmar und dem Oman drei Teilnehmer von 2014 die Qualifikation nicht.

### Auslosung
Die Gruppenauslosung fand am 12. September 2015 in der katarischen Hauptstadt Doha statt. Die Mannschaften wurden entsprechend ihren Platzierungen bei der letzten Austragung im Januar 2014 auf vier verschiedene Lostöpfe verteilt und in vier Gruppen mit jeweils vier Mannschaften gelost. Gastgeber Katar war bereits als Gruppenkopf der Gruppe A gesetzt.
- Lostopf 1: Katar, Irak, Saudi-Arabien, Jordanien
- Lostopf 2: Südkorea, Syrien, Australien, Japan
- Lostopf 3: Ver. Arab. Emirate, Iran, Nordkorea, Usbekistan
- Lostopf 4: China, Jemen, Thailand, Vietnam

Die Auslosung ergab folgende Gruppeneinteilung:
| Gruppe A | Gruppe B      | Gruppe C   | Gruppe D           |
| -------- | ------------- | ---------- | ------------------ |
| Katar    | Saudi-Arabien | Irak       | Jordanien          |
| Syrien   | Japan         | Südkorea   | Australien         |
| Iran     | Nordkorea     | Usbekistan | Ver. Arab. Emirate |
| China    | Thailand      | Jemen      | Vietnam            |

### Kader
Jede Mannschaft bestand aus höchstens 23 Spielern, von denen mindestens drei Torhüter sein mussten. Teilnahmeberechtigt waren Spieler, die am oder nach dem 1. Januar 1993 geboren wurden. Da die U-23-Asienmeisterschaft außerhalb des FIFA-Terminkalenders für internationale Spiele stattfand, waren die Vereine nicht verpflichtet ihre Spieler für das Turnier freizustellen.

## Spielorte
Zusammen mit der Gruppenauslosung im September 2015 wurden von der AFC die vier Stadien in den beiden Städten ar-Rayyan und Doha als Spielorte genannt. Das Eröffnungsspiel fand im Jassim Bin Hamad Stadium und das Endspiel im Abdullah bin Khalifa Stadium statt.
Alle vier Stadien verfügten über eine Kapazität zwischen 12.000 und 18.000 Zuschauern. Das größte Stadion war das Grand Hamad Stadium mit einer Kapazität von 18.000 Zuschauern, das kleinste Stadion hingegen, das Abdullah bin Khalifa Stadium, bot nur Platz für 12.000 Zuschauer.
| ar-Rayyan                                  | Doha                                           | Doha                                  | Doha                               |
| ------------------------------------------ | ---------------------------------------------- | ------------------------------------- | ---------------------------------- |
| Jassim Bin Hamad Stadium Kapazität: 15.000 | Abdullah bin Khalifa Stadium Kapazität: 12.000 | Grand Hamad Stadium Kapazität: 18.000 | Qatar SC Stadium Kapazität: 15.000 |
|                                            |                                                |                                       | Qatar SC Stadium                   |

## Gruppenphase
Die Gruppensieger und -zweiten qualifizierten sich für das Viertelfinale, die Dritt- und Viertplatzierten schieden aus dem Wettbewerb aus. Bei Punktgleichheit zweier oder mehrerer Mannschaften wurde die Platzierung durch folgende Kriterien ermittelt:
1. Anzahl Punkte im direkten Vergleich
2. Tordifferenz im direkten Vergleich
3. Anzahl Tore im direkten Vergleich
4. Wenn nach der Anwendung der Kriterien 1 bis 3 immer noch mehrere Mannschaften denselben Tabellenplatz belegten, wurden die Kriterien 1 bis 3 erneut angewendet, jedoch ausschließlich auf die Direktbegegnungen der betreffenden Mannschaften. Sollte auch dies zu keiner definitiven Platzierung führen, wurden die Kriterien 5 bis 9 angewendet.
5. Tordifferenz aus allen Gruppenspielen
6. Anzahl Tore in allen Gruppenspielen
7. Wenn es nur um zwei Mannschaften gegangen wäre und diese beiden auf dem Platz gestanden hätten, wäre es zwischen diesen zu einem Elfmeterschießen gekommen.
8. Niedrigere Anzahl Punkte durch Gelbe und Rote Karten (Gelbe Karte 1 Punkt, Gelb-Rote und Rote Karte 3 Punkte, Gelbe Karte auf die eine direkte Rote Karte folgt 4 Punkte)
9. Losziehung

### Gruppe A
| Pl. | Land   | Sp. | S | U | N | Tore    | Diff. | Punkte |
| --- | ------ | --- | - | - | - | ------- | ----- | ------ |
| 1.  | Katar  | 3   | 3 | 0 | 0 | 009:400 | +5    | 09     |
| 2.  | Iran   | 3   | 2 | 0 | 1 | 006:400 | +2    | 06     |
| 3.  | Syrien | 3   | 1 | 0 | 2 | 005:700 | −2    | 03     |
| 4.  | China  | 3   | 0 | 0 | 3 | 004:900 | −5    | 0      |

| 12. Januar 2016, 16:30 Uhr (14:30 Uhr MEZ) in ar-Rayyan      |   |        |           |
| Syrien                                                       | – | Iran   | 0:2 (0:0) |
| 12. Januar 2016, 19:30 Uhr (17:30 Uhr MEZ) in Doha (Khalifa) |   |        |           |
| Katar                                                        | – | China  | 3:1 (0:1) |
| 15. Januar 2016, 16:30 Uhr (14:30 Uhr MEZ) in Doha (Khalifa) |   |        |           |
| China                                                        | – | Syrien | 1:3 (1:1) |
| 15. Januar 2016, 19:30 Uhr (17:30 Uhr MEZ) in ar-Rayyan      |   |        |           |
| Iran                                                         | – | Katar  | 1:2 (0:1) |
| 18. Januar 2016, 19:30 Uhr (17:30 Uhr MEZ) in ar-Rayyan      |   |        |           |
| Katar                                                        | – | Syrien | 4:2 (3:1) |
| 18. Januar 2016, 19:30 Uhr (17:30 Uhr MEZ) in Doha (Khalifa) |   |        |           |
| Iran                                                         | – | China  | 3:2 (2:1) |

### Gruppe B
| Pl. | Land          | Sp. | S | U | N | Tore    | Diff. | Punkte |
| --- | ------------- | --- | - | - | - | ------- | ----- | ------ |
| 1.  | Japan         | 3   | 3 | 0 | 0 | 007:100 | +6    | 09     |
| 2.  | Nordkorea     | 3   | 0 | 2 | 1 | 005:600 | −1    | 02     |
| 3.  | Saudi-Arabien | 3   | 0 | 2 | 1 | 005:600 | −1    | 02     |
| 4.  | Thailand      | 3   | 0 | 2 | 1 | 003:700 | −4    | 02     |

| 13. Januar 2016, 16:30 Uhr (14:30 Uhr MEZ) in Doha (Hamad)    |   |               |           |
| Japan                                                         | – | Nordkorea     | 1:0 (1:0) |
| 13. Januar 2016, 19:30 Uhr (17:30 Uhr MEZ) in Doha (Hamad)    |   |               |           |
| Saudi-Arabien                                                 | – | Thailand      | 1:1 (0:0) |
| 16. Januar 2016, 16:30 Uhr (14:30 Uhr MEZ) in Doha (Hamad)    |   |               |           |
| Thailand                                                      | – | Japan         | 0:4 (0:1) |
| 16. Januar 2016, 19:30 Uhr (17:30 Uhr MEZ) in Doha (Hamad)    |   |               |           |
| Nordkorea                                                     | – | Saudi-Arabien | 3:3 (1:1) |
| 19. Januar 2016, 16:30 Uhr (14:30 Uhr MEZ) in Doha (Qatar SC) |   |               |           |
| Saudi-Arabien                                                 | – | Japan         | 1:2 (0:1) |
| 19. Januar 2016, 16:30 Uhr (14:30 Uhr MEZ) in Doha (Hamad)    |   |               |           |
| Nordkorea                                                     | – | Thailand      | 2:2 (2:1) |

### Gruppe C
| Pl. | Land       | Sp. | S | U | N | Tore    | Diff. | Punkte |
| --- | ---------- | --- | - | - | - | ------- | ----- | ------ |
| 1.  | Südkorea   | 3   | 2 | 1 | 0 | 008:200 | +6    | 07     |
| 2.  | Irak       | 3   | 2 | 1 | 0 | 006:300 | +3    | 07     |
| 3.  | Usbekistan | 3   | 1 | 0 | 2 | 006:600 | ±0    | 03     |
| 4.  | Jemen      | 3   | 0 | 0 | 3 | 001:100 | −9    | 0      |

| 13. Januar 2016, 16:30 Uhr (14:30 Uhr MEZ) in Doha (Qatar SC) |   |            |           |
| Irak                                                          | – | Jemen      | 2:0 (2:0) |
| 13. Januar 2016, 19:30 Uhr (17:30 Uhr MEZ) in Doha (Qatar SC) |   |            |           |
| Südkorea                                                      | – | Usbekistan | 2:1 (1:0) |
| 16. Januar 2016, 16:30 Uhr (14:30 Uhr MEZ) in Doha (Qatar SC) |   |            |           |
| Jemen                                                         | – | Südkorea   | 0:5 (0:3) |
| 16. Januar 2016, 19:30 Uhr (17:30 Uhr MEZ) in Doha (Qatar SC) |   |            |           |
| Usbekistan                                                    | – | Irak       | 2:3 (1:2) |
| 19. Januar 2016, 19:30 Uhr (17:30 Uhr MEZ) in Doha (Hamad)    |   |            |           |
| Irak                                                          | – | Südkorea   | 1:1 (0:1) |
| 19. Januar 2016, 19:30 Uhr (17:30 Uhr MEZ) in Doha (Qatar SC) |   |            |           |
| Usbekistan                                                    | – | Jemen      | 3:1 (1:0) |

### Gruppe D
| Pl. | Land               | Sp. | S | U | N | Tore    | Diff. | Punkte |
| --- | ------------------ | --- | - | - | - | ------- | ----- | ------ |
| 1.  | Ver. Arab. Emirate | 3   | 2 | 1 | 0 | 004:200 | +2    | 07     |
| 2.  | Jordanien          | 3   | 1 | 2 | 0 | 003:100 | +2    | 05     |
| 3.  | Australien         | 3   | 1 | 1 | 1 | 002:100 | +1    | 04     |
| 4.  | Vietnam            | 3   | 0 | 0 | 3 | 003:800 | −5    | 0      |

| 14. Januar 2016, 16:30 Uhr (14:30 Uhr MEZ) in Doha (Qatar SC) |   |                    |           |
| Jordanien                                                     | – | Vietnam            | 3:1 (1:0) |
| 14. Januar 2016, 19:30 Uhr (17:30 Uhr MEZ) in Doha (Hamad)    |   |                    |           |
| Australien                                                    | – | Ver. Arab. Emirate | 0:1 (0:0) |
| 17. Januar 2016, 16:30 Uhr (14:30 Uhr MEZ) in Doha (Hamad)    |   |                    |           |
| Vietnam                                                       | – | Australien         | 0:2 (0:1) |
| 17. Januar 2016, 19:30 Uhr (17:30 Uhr MEZ) in Doha (Qatar SC) |   |                    |           |
| Ver. Arab. Emirate                                            | – | Jordanien          | 0:0       |
| 20. Januar 2016, 19:30 Uhr (17:30 Uhr MEZ) in Doha (Qatar SC) |   |                    |           |
| Jordanien                                                     | – | Australien         | 0:0       |
| 20. Januar 2016, 19:30 Uhr (17:30 Uhr MEZ) in Doha (Hamad)    |   |                    |           |
| Ver. Arab. Emirate                                            | – | Vietnam            | 3:2 (0:1) |

## Finalrunde

### Spielplan
|  | Viertelfinale      | Viertelfinale |          |       | Halbfinale       | Halbfinale |  |  | Finale | Finale |
|  |                    |               |          |       |                  |            |  |  |        |        |
|  |                    |               |          |       |                  |            |  |  |        |        |
|  | Katar              | 121           |          |       |                  |            |  |  |        |        |
|  | Katar              | 121           |          |       |                  |            |  |  |        |        |
|  | Nordkorea          | 1             |          |       |                  |            |  |  |        |        |
|  | Nordkorea          | 1             | Katar    | 1     |                  |            |  |  |        |        |
|  |                    |               | Katar    | 1     |                  |            |  |  |        |        |
|  |                    | Südkorea      | 3        |       |                  |            |  |  |        |        |
|  | Südkorea           | Südkorea      | 3        | 1     |                  |            |  |  |        |        |
|  | Südkorea           |               |          | 1     |                  |            |  |  |        |        |
|  | Jordanien          | 0             |          |       |                  |            |  |  |        |        |
|  |                    |               | Südkorea | 2     |                  |            |  |  |        |        |
|  |                    |               |          | Japan | 3                |            |  |  |        |        |
|  | Japan              | 131           |          |       |                  |            |  |  |        |        |
|  | Iran               | 0             |          |       |                  |            |  |  |        |        |
|  | Iran               | 0             | Japan    | 2     |                  |            |  |  |        |        |
|  |                    |               | Japan    | 2     | Spiel um Platz 3 |            |  |  |        |        |
|  |                    | Irak          | 1        |       |                  |            |  |  |        |        |
|  | Ver. Arab. Emirate | Irak          | 1        | 1     | Katar            | 1          |  |  |        |        |
|  | Ver. Arab. Emirate |               |          | 1     | Katar            | 1          |  |  |        |        |
|  | Irak               | 131           |          | Irak  | 121              |            |  |  |        |        |
|  | Irak               | 131           |          |       | 121              |            |  |  |        |        |
|  |                    |               |          |       |                  |            |  |  |        |        |

1 Sieg nach Verlängerung

### Viertelfinale
| 22. Januar 2016, 16:30 Uhr (14:30 Uhr MEZ) in Doha (Khalifa)  |   |           |                      |
| Japan                                                         | – | Iran      | 3:0 n. V.            |
| 22. Januar 2016, 19:30 Uhr (17:30 Uhr MEZ) in ar-Rayyan       |   |           |                      |
| Katar                                                         | – | Nordkorea | 2:1 n. V. (1:0, 1:1) |
| 23. Januar 2016, 16:30 Uhr (14:30 Uhr MEZ) in Doha (Qatar SC) |   |           |                      |
| Südkorea                                                      | – | Jordanien | 1:0 (1:0)            |
| 23. Januar 2016, 19:30 Uhr (17:30 Uhr MEZ) in Doha (Hamad)    |   |           |                      |
| Ver. Arab. Emirate                                            | – | Irak      | 1:3 n. V. (0:0, 1:1) |

### Halbfinale
| 26. Januar 2016, 16:30 Uhr (14:30 Uhr MEZ) in Doha (Khalifa) |   |          |           |
| Japan                                                        | – | Irak     | 2:1 (1:1) |
| 26. Januar 2016, 19:30 Uhr (17:30 Uhr MEZ) in ar-Rayyan      |   |          |           |
| Katar                                                        | – | Südkorea | 1:3 (0:0) |

### Spiel um Platz 3
| 29. Januar 2016, 17:45 Uhr (15:45 Uhr MEZ) in ar-Rayyan |   |      |                      |
| Katar                                                   | – | Irak | 1:2 n. V. (1:0, 1:1) |

### Finale
| Südkorea                                                                            | Südkorea | Japan | Japan |
| ----------------------------------------------------------------------------------- | --- | --- | ----- |
| Südkorea                                                                            | \| Finale \| \| 30. Januar 2016 um 17:45 Uhr (15:45 Uhr MEZ) in Doha (Abdullah bin Khalifa Stadium) \| \| Ergebnis: 2:3 (1:0) \| \| Zuschauer: 5.394 \| \| Schiedsrichter: Abdulrahman al-Jassim ( Katar) \|                                            | \| Finale \| \| 30. Januar 2016 um 17:45 Uhr (15:45 Uhr MEZ) in Doha (Abdullah bin Khalifa Stadium) \| \| Ergebnis: 2:3 (1:0) \| \| Zuschauer: 5.394 \| \| Schiedsrichter: Abdulrahman al-Jassim ( Katar) \|                                                    | Japan |
| Südkorea                                                                            | Kim Dong-jun – Lee Seul-chan, Yeon Jei-min (82. Jung Seung-hyun), Sim Sang-min, Song Ju-hun – Moon Chang-jin, Kwon Chang-hoon, Lee Chang-min (77. Kim Seung-jun), Park Yong-woo – Jin Seong-uk (77. Kim Hyun), Ryu Seung-woo Cheftrainer: Shin Tae-yong | Masatoshi Kushibiki – Ryōsuke Yamanaka, Takuya Iwanami, Naomichi Ueda, Sei Muroya – Wataru Endō, Ryōta Ōshima (60. Takuma Asano), Shin’ya Yajima (74. Yūta Toyokawa) – Yūya Kubo, Shōya Nakajima, Ado Onaiwu (46. Riki Harakawa) Cheftrainer: Makoto Teguramori | Japan |
| Südkorea                                                                            | 1:0 Kwon (20.) 2:0 Jin (47.) | 2:1 Asano (67.) 2:2 Yajima (68.) 2:3 Asano (81.) | Japan |
| Südkorea                                                                            | Yamanaka (23.), Iwanami (85.) | | Japan |
| Finale                                                                              | | |       |
| 30. Januar 2016 um 17:45 Uhr (15:45 Uhr MEZ) in Doha (Abdullah bin Khalifa Stadium) | | |       |
| Ergebnis: 2:3 (1:0)                                                                 | | |       |
| Zuschauer: 5.394                                                                    | | |       |
| Schiedsrichter: Abdulrahman al-Jassim ( Katar)                                      | | |       |

## Torschützenliste
Nachfolgend sind die besten Torschützen des Turnieres aufgeführt. Bei gleicher Anzahl an Toren sind die Spieler zunächst nach der Anzahl der Vorlagen und anschließend nach den Spielminuten sortiert.
| Rang | Nat                 | Spieler           | Tore | Vorlagen | Spielminuten |
| ---- | ------------------- | ----------------- | ---- | -------- | ------------ |
| 01   | Katar               | Ahmed Alaaeldin   | 6    | 0        | 412          |
| 02   | Korea Sud           | Kwon Chang-hoon   | 5    | 0        | 421          |
| 03   | Korea Sud           | Moon Chang-jin    | 4    | 0        | 378          |
| 04   | Katar               | Abdelkarim Hassan | 4    | 0        | 600          |
| 05   | China Volksrepublik | Liao Lisheng      | 3    | 0        | 195          |
| 06   | Syrien              | Omar Khribin      | 3    | 0        | 263          |
| 07   | Japan               | Yūya Kubo         | 3    | 0        | 363          |

Zu diesen besten Torschützen mit mindestens drei Toren kommen elf weitere mit je zwei Toren und 49 weitere mit je einem Tor. Dazu kommen noch vier Eigentore.

## Schiedsrichter
Die AFC nominierte 15 Schiedsrichter sowie 18 Schiedsrichterassistenten für das Turnier. Aus keinem Land kam mehr als ein Schiedsrichter, während jeweils zwei Assistenten aus Katar, Saudi-Arabien und den Vereinigten Arabischen Emiraten stammten. Vier Schiedsrichter gehörten einem Verband an, dessen Mannschaft sich nicht für den Wettbewerb qualifizieren konnte. Für das Eröffnungsspiel zwischen Syrien und dem Iran war der australische Unparteiische Chris Beath verantwortlich, das Endspiel zwischen Südkorea und Japan pfiff der katarische Schiedsrichter Abdulrahman al-Jassim. Mit jeweils drei Einsätzen weisen al-Jassim, Yaacob, al-Kaf, Perera und Tantashev die meisten Spielleitungen auf.
Bereits bei der Asienmeisterschaft 2015 im Einsatz waren der Australier Beath, der Iraner Faghani, der Japaner Satō, der Saudi-Arabier al-Mirdasi und der Emirati Mohammed. Für Ma Ning, Mohd Yaacob, Fahad al-Mirdasi, Hettikamkanamge Perera, Kim Jong-hyeok und Mohammed Hassan Mohammed war es nach 2014 die zweite Teilnahme an einer U-22-/23-Asienmeisterschaft.
Hauptschiedsrichter
- Chris Beath
- Ma Ning
- Ali Sabah
- Alireza Faghani
- Ryūji Satō
- Adham Makhadmeh
- Abdulrahman al-Jassim
- Dmitri Maschenzew
- Mohd Amirul Izwan Yaacob
- Ahmed al-Kaf
- Fahad al-Mirdasi
- Hettikamkanamge Perera
- Kim Jong-hyeok
- Ilgiz Tantashev
- Mohammed Abdullah Hassan Mohammed

Schiedsrichter-Assistenten
- Nawaf Moosa
- Wang Dexin
- Yu Hsu Min
- Reza Sokhandan
- Haruhiro Otsuka
- Ahmad al-Roalle
- Taleb al-Marri
- Saud al-Maqaleh
- Ismailzhan Talipzhanov
- Mohd Yusri Muhamad
- Abu Bakar al-Amri
- Mohammed al-Abakry
- Abdullah al-Shalwai
- Palitha Hemathunga
- Yoon Kwang-yeol
- Jakhongir Saidov
- Mohamed al-Hammadi
- Hasan al-Mahri